# Stiller und die Geister der Vergangenheit
Stiller und die Geister der Vergangenheit ist ein deutscher Fernsehfilm von Josef Rusnak aus dem Jahr 2022. Es handelt sich um die erste Episode der ZDF-Kriminalfilmreihe Wendland mit Ulrich Noethen in der Hauptrolle. Der Film wurde am 1. Oktober 2022 in der ZDF-Mediathek veröffentlicht und eine Woche später im ZDF zum ersten Mal ausgestrahlt.

## Handlung
Nachdem LKA-Kriminalhauptkommissar Jakob Stiller einen Roman über die Arbeit der Polizei geschrieben und damit den Unmut des Polizeidirektors hervorgerufen hat, wird er in die Provinz versetzt. Kaum in dem Örtchen Dahlow im Wendland angekommen, erwartet ihn schon der erste Fall. Der sieht zwar auf den ersten Blick nach einem Suizid aus, aber Stiller ahnt, dass hier mehr dahinter steckt. Die Kriminaltechnik bestätigt Stillers Zweifel, sodass nun wegen Mordes ermittelt wird. Das Opfer war der Biohof-Inhaber Stephan Kraus. Die Waffe, mit der Kraus erschossen wurde, ist aktenkundig und 1980 bei einem Raubüberfall verwendet worden. Die beiden Räuber konnten bis heute nicht ermittelt werden. Stiller lässt sich die alten Überwachungsbänder zeigen und entdeckt dabei, dass einer der maskierten Räuber Linkshänder ist – wie Stephan Kraus.
Einen Anfangsverdacht gibt es gegen den Schäfer Maik Ruland. Dieser ist nicht nur gewalttätig und sehr ablehnend der Polizei gegenüber, sondern auch im Besitz des Handys des Toten. Nach seiner Schilderung wäre er lediglich in der Nähe gewesen und hätte es gefunden, aber Stiller kann ihm nachweisen, dass er es dem Opfer abgenommen hat. Zudem ist sich der Kommissar sicher, dass er der zweite Mann bei dem damaligen Bankraub gewesen ist. Als er Ruland noch einmal befragen will, kommt er gerade noch rechtzeitig, um ihn vor einer Strangulation bewahren. Ein Unbekannter hat ihn überfallen und wollte auch hier einen Selbstmord inszenieren.
Bei der Testamentsüberprüfung von Kraus fällt auf, dass er sehr großzügig die Tochter von Andrea Loewe, einer Jugendfreundin, bedacht hat. Loewe ist stark dement, kann Stiller allerdings in einer „wachen“ Phase etwas aus ihrer gemeinsamen Vergangenheit mit Kraus und Ruland erzählen. Sie hatte in der Bank gearbeitet, die von den beiden überfallen wurde. Während sie an ihrem freien Tag auf die zwei gewartet hatte, wurde sie von einem jungen Polizisten (in Zivil) belästigt. Von ihm hatten sie die Waffe bei einer der damaligen Wendland-Demos entwendet. Als Kraus und Ruland zum vereinbarten Treffpunkt kamen, hatte der Polizist Loewe gerade vergewaltigt, und so schlossen die vier eine Vereinbarung: für ihr Schweigen sorgt der Polizist dafür, dass man nicht auf ihre Spur kommt.
Doch die Geister der Vergangenheit holen jeden ein, Loewe ist dement, Kraus tot, Ruland für einen Raubmord so gut wie überführt. Fehlt nur noch der Polizist, aber auch dieser verrät sich am Ende. Es ist Jürgen Fauth, der Polizist, dessen Revier Stiller in Dahlow übernommen hat. Als Kraus auf seine alten kranken Tage beschlossen hatte, ein besserer Mensch werden zu wollen, und vorhatte, Loewes Tochter zu erzählen, wer ihr Vater war, hatte Fauth keinen anderen Rat gewusst, als Kraus zum Schweigen zu bringen. Ruland hatte den Mord an Kraus beobachtet und Fauth daraufhin erpresst, was dieser mit der versuchten Strangulation beenden wollte.
Fauth wird festgenommen und Stiller setzt sich hin und beginnt einen neuen Roman zu schreiben.

## Produktionsdaten
Die Dreharbeiten fanden vom 10. August bis zum 8. September 2021 hauptsächlich im Landkreis Lüchow-Dannenberg, aber auch in Hamburg, Elbtalaue und Hitzacker statt.

## Rezeption

### Einschaltquoten
Die Erstausstrahlung von Stiller und die Geister der Vergangenheit am 8. Oktober 2022 im ZDF verfolgten 6,35 Millionen Zuschauer, dies entsprach Marktanteilen von 22,9 Prozent.

### Kritik
Rainer Tittelbach von Tittelbach.tv wertete: „Der Film von Josef Rusnak ist mehr als solides deutsches TV-Krimi-Handwerk. Die Saat ist gelegt für mehr. Ulrich Noethen – der Name verpflichtet. Stiller ist eingeführt. Ein echter, lebendiger Charakter wie Noethens Romanfigur Joe Jessen in den ‚Neben der Spur‘-Verfilmungen ist er allerdings noch nicht. Und auch das Besondere des Wendlands hat sich dem Auge des Zuschauers bisher nicht erschlossen. Ohnehin gibt es – trotz Rückblenden und trotz guten Doku-Materials – bei der Inszenierung Luft nach oben.“
Bei film-rezensionen urteilte Oliver Armknecht: „Allgemein sind die erzählerischen Ambitionen bei dem Film nicht die größten. Auf irgendwelche aufgesetzten Culture-Clash-Momente, wenn es den Hamburger Polizisten in die Kleinstadt verschlägt, wird dankenswerterweise verzichtet. Aber es hätte an Stelle dieses Klischees dann doch noch etwas gebraucht, um das Szenario aufzuwerten. Gerade bei den Figuren ist noch Luft nach oben. ‚Wendland: Stiller und die Geister der Vergangenheit‘ ist zum Auftakt dann doch mehr mit dem Protagonisten beschäftigt und vernachlässigt dabei die anderen Leute in der provinziellen Dienststelle. Man hat nach anderthalb Stunden noch kein echtes Gefühl dafür entwickelt, wer diese Figuren sind oder zumindest sein sollen.“
Tilmann P. Gangloff schrieb in der FR: „Die Geschichte ist […] dank diverser Nebenfiguren so komplex wie eine Romanverfilmung.“ „Treffend ist auch die Besetzung, unter anderem mit Ruth Reinecke als ältere Dame, deren Demenz gnädig für das Vergessen eines traumatischen Erlebnisses gesorgt hat.“ Ebenso sind „der alte Hase [Stiller] und die junge Kollegin […] sowohl als Figuren wie auch darstellerisch ein sehenswertes Gespann“.